# Germaine Richier
Germaine Richier (Grans, 16 de septiembre de 1902 - Montpellier, 21 de julio de 1959) fue una escultora francesa.
Nacida en Grans, Richier comenzó sus estudios en la École des Beaux-Arts de Montpellier; en 1926 fue a trabajar con Antoine Bourdelle, permaneciendo en su estudio hasta su muerte en 1929. Allí conoció a Alberto Giacometti, aunque los dos nunca estuvieron cercanos. Richier por su parte estaba más interesada en un enfoque clásico a la escultura, prefiriendo trabajar a partir de un modelo en vivo y luego volviendo a trabajar el producto final. También conoció a César Baldaccini en esta etapa de su carrera.
La primera obra de Richier fue fantástica, combinando formas clásicas con híbridos humano-animales y representando criaturas como la araña y la hidra. Su estilo se convirtió en menos figurativo después de la Segunda Guerra Mundial; las deformaciones corporales que ella favorecía como tema se vieron más acentuadas en un intento de transmitir un mayor sentido de la angustia.

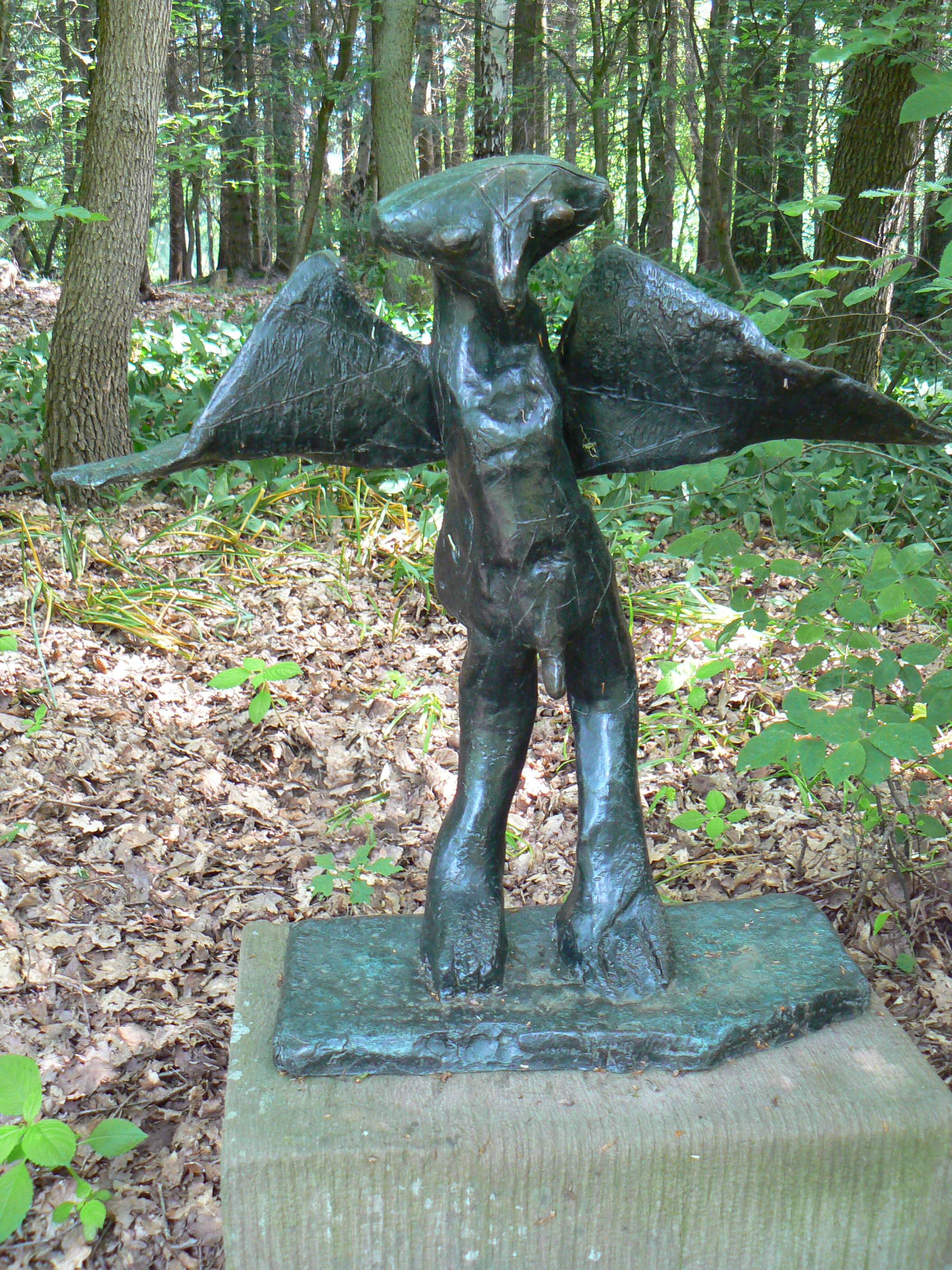
Escultura Le grand homme de la nuit (1954/55), obra de Germaine Richier en el parque de esculturas KMM, Países Bajos

La controversia mayor que rodeaba la obra de Richier vino con su creación de una estatua de Cristo para la iglesia de Notre-Dame de Toute Grâce du Plateau d'Assy. Pretendía representar el tormento espiritual y físico de Cristo, se ordenó que la escultura se ocultara por orden del obispo de Annecy. Este acontecimiento fue el catalizador de un gran debate sobre la naturaleza y el papel del arte sacro que tuvo lugar a lo largo de los cincuenta, durante el cual muchos artistas se vieron opuestos al papel tradicional del arte religioso y académico. Algunos han descrito la controversia como un debate sobre la naturaleza de Dios en la sociedad moderna. Richier, por su parte, ganó algo de notoriedad con todo este negocio, pero pareció volver a la oscuridad de nuevo antes de su muerte en 1959.
Richier fue celebrada en un sello postal emitido por La Poste en 1993 como parte de una serie conmemorativa que representaba a los artistas.